# Antracit
Antracit je druh černého uhlí, který se vyznačuje nejnižším obsahem těkavých hořlavých látek (12–8 % hmotnosti), vysokým obsahem uhlíku (90–96 %, podle jiných zdrojů 92,1 % až 98 %.) a velkou výhřevností. Je to černé uhlí, které bylo vystaveno velkému tlaku a teplu. Z hlediska klasifikace uhlí nemá samostatné postavení. Je přechodným členem mezi antracitovým uhlím (8–12 % prchavých látek) a metaantracitem (1–3 % prchavých látek).

## Výskyt
Antracit tvoří asi 1 % světových zásob uhlí, těží se jen v několika zemích světa. Největší podíl světové těžby zaujímá Čína; dalšími producenty jsou Rusko, Ukrajina, Severní Korea, Jihoafrická republika, Vietnam, Velká Británie, Austrálie a Spojené státy americké. Celkově bylo v roce 2010 vytěženo 670 milionů tun.

## Vlastnosti
Pod mikroskopem jsou pozůstatky rostlinných pletiv pozorovatelné jen s těžkostmi. Má silný, téměř až kovový lesk. Lom je lasturnatý, s ostrými hranami. Je velmi viskózní, tvrdost podle Mohsovy stupnice kolísá mezi 2-2,5. Hustota se pohybuje kolem 1-1,1 kg/dm³. Nedá se spékat. Má dobrou elektrickou vodivost.
Výhřevnost se pohybuje od 33,9 do 34,8 MJ/kg (8100-8350 kcal/kg). Je obdobná jako u koksu.
Používá se k vytápění, výrobě koksu a chemikálií. Je stáložárný, hoří horkým plamenem, vydává málo kouře a mezi všemi druhy uhlí produkuje nejméně nežádoucích emisí.